# Per Halkjær Nielsen
Per Halkjær Nielsen (født 25. december 1954) er professor ved Institut for Kemi og Biovidenskab ved Aalborg Universitet. Hans forskningsområde er miljøbioteknologi og mikrobiel økologi; mikrobielle samfund; identifikation og karakterisering af ikke-dyrkbare bakterier i naturlige og tekniske systemer; udvikling af DNA-baserede metoder, mikrobiel produktion og karakterisering af biopolymerer; mikroorganismer i spildevandsrensning, brug af mikroorganismer til genindvinding af ressourcer, fx fosfat og bioenergi; kontrol og drift af biologiske renseanlæg, kortlægning af mikroorganismer i Danmark i alle naturlige habitater.

## Uddannelse og karriere
Per Halkjær Nielsen er uddannet cand.scient. i eksperimentel miljøbiologi og kemi ved Odense Universitet i 1983. I 1988 modtager han sin ph.d. ved Aalborg Universitet, hvorefter han var adjunkt indtil 1991. Han var efterfølgende lektor ved Aalborg Universitet indtil 2001 og gæstelektor ved Montana State University i USA i 1991- 1992. I 2001 blev han professor ved Aalborg Universitet og siden 2013 har han været leder af Center for Microbial Communities. I 2017-2018 var han også leder af Sektion for Bioteknologi og siden 2024 leder af Sektion for Mikrobiologi ved Institut for Kemi og Biovidenskab. Fra 2011-18 var Per Halkjær Nielsen ydermere Visiting Professor ved Nanyang Technological University i Singapore. Fra 2019 og indtil 2026 er han co-projektleder på Microflora Danica.
Derudover er Per Halkjær Nielsen medstifter og med medejer af firmaet DNASense Aps siden 2014. Siden 2006 har han været medlem af Akademiet for de Tekniske Videnskaber (ATV). Fra 2005-2013 var han formand for den internationale specialist gruppe ”Microbial Ecology and Water Engineering”, IWA, siden 2013 formand for IWA ”BioCluster”, siden 2015 medlem af Strategic Council, IWA og siden 2012 har han været IWA fellow. Han har været leder af et stort antal nationale og internationale forskningsprojekter, tiltrukket mange store eksterne bevillinger, har givet mange inviterede indlæg ved internationale konferencer og er medlem af forskellige komiteer, fx hos Novo Nordisk Fonden indenfor Industriel og miljøbioteknologi. Han har desuden optrådt i medierne mange gange.

## Priser
- Nordjysk Universitetsfonds Innovationspris (2009)
- Grundfosprisen (2010)[7]
- Ridder af Dannebrog (2010)[8]
- IWA Publishing Award (2012)
- Årets underviser indenfor 'Kemi og Bioteknologi' (2012)
- Honorary Professor, University of Queensland 2012-
- Årets forskningsresultat, Videnskab.dk (2015)
- VILLUM Investigator (2017-24)[9]
- Vandmiljøprisen (2020)
- Ardern-Lockett Award, IWA/MEWE (2021)
- BIOFOS Ressourcepris (2024)
- Highly Cited Researcher by the Web of Science (2019, 2021, 2022, 2023, 2024)

## Publikationer
Per Halkjær Nielsen har udgivet over 500 publikationer herunder over 360 peer reviewed internationale videnskabelige artikler og 7 bøger. Hans publikationer citeres ofte og har et h-index på 105.